# Humanoid robot

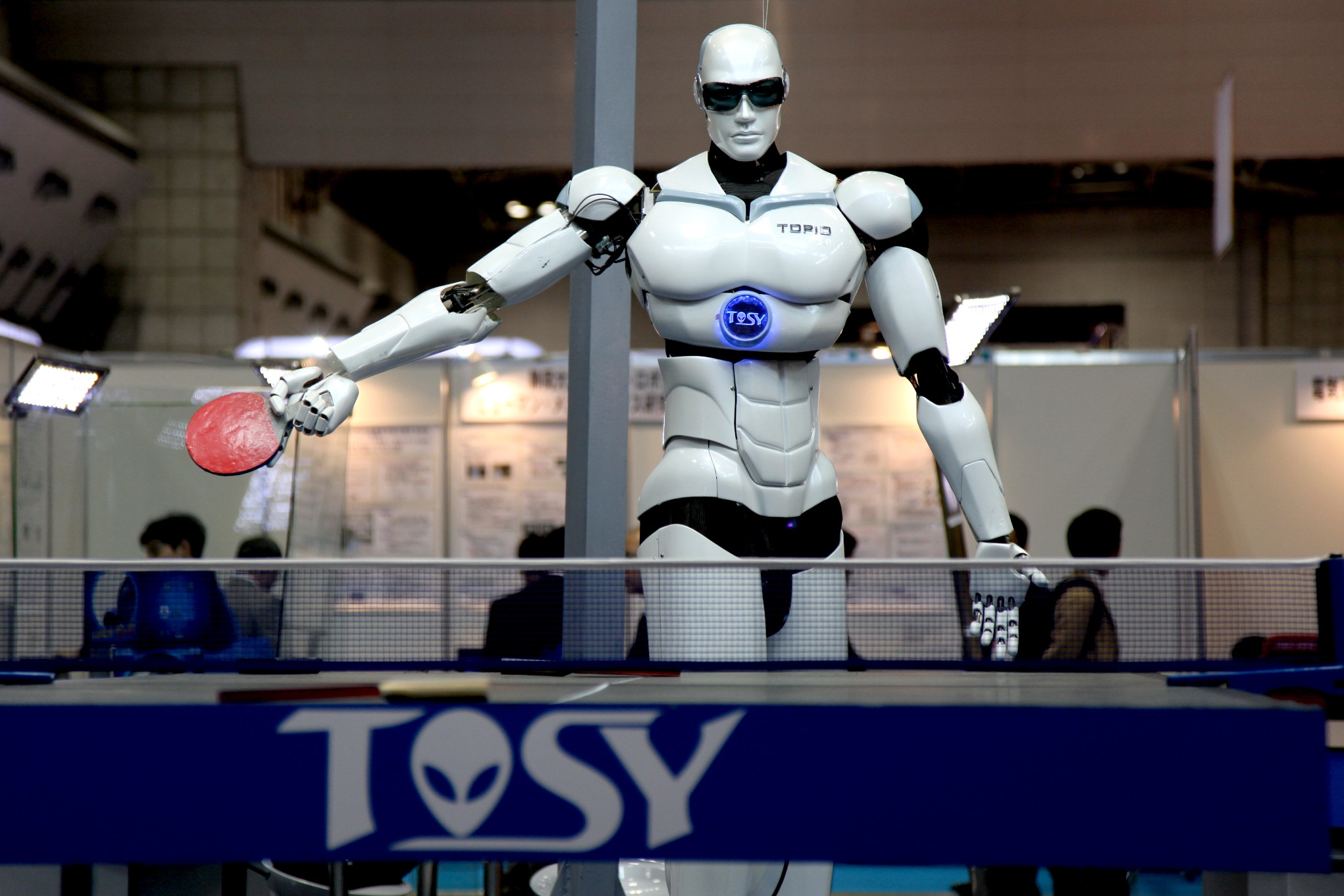
En humanoid robot spelar bordtennis (2009).

Humanoid robot, tidigare kallad maskinmänniska, syftar på en robot med en kroppsform byggd för att likna den mänskliga kroppen. En humanoid design kan ha funktionella ändamål, såsom att interagera med människor och dess miljöer, i experimentsyfte, såsom studier av tvåbent förflyttning, eller för andra ändamål. I allmänhet har humanoida robotar en torso, ett huvud, två armar och två ben, även om vissa former av humanoida robotar kan modellera endast en del av kroppen, till exempel, från midjan och uppåt. Vissa humanoida robotar kan också ha huvuden som är konstruerade för att replikera mänskliga ansiktsdrag som ögon och munnar. Androids är humanoida robotar byggda för att estetiskt likna människor.